# Киреев, Николай Иванович (лётчик)
Николай Иванович Киреев (1922 — 6 июля 1944) — советский лётчик, гвардии младший лейтенант. Совершил воздушный таран наземной цели.

## Биография
Родился в 1922 в городе Чкалов, русский. Призван в армию Кировским районным военным комиссариатом города Чкалов в 1940 году.

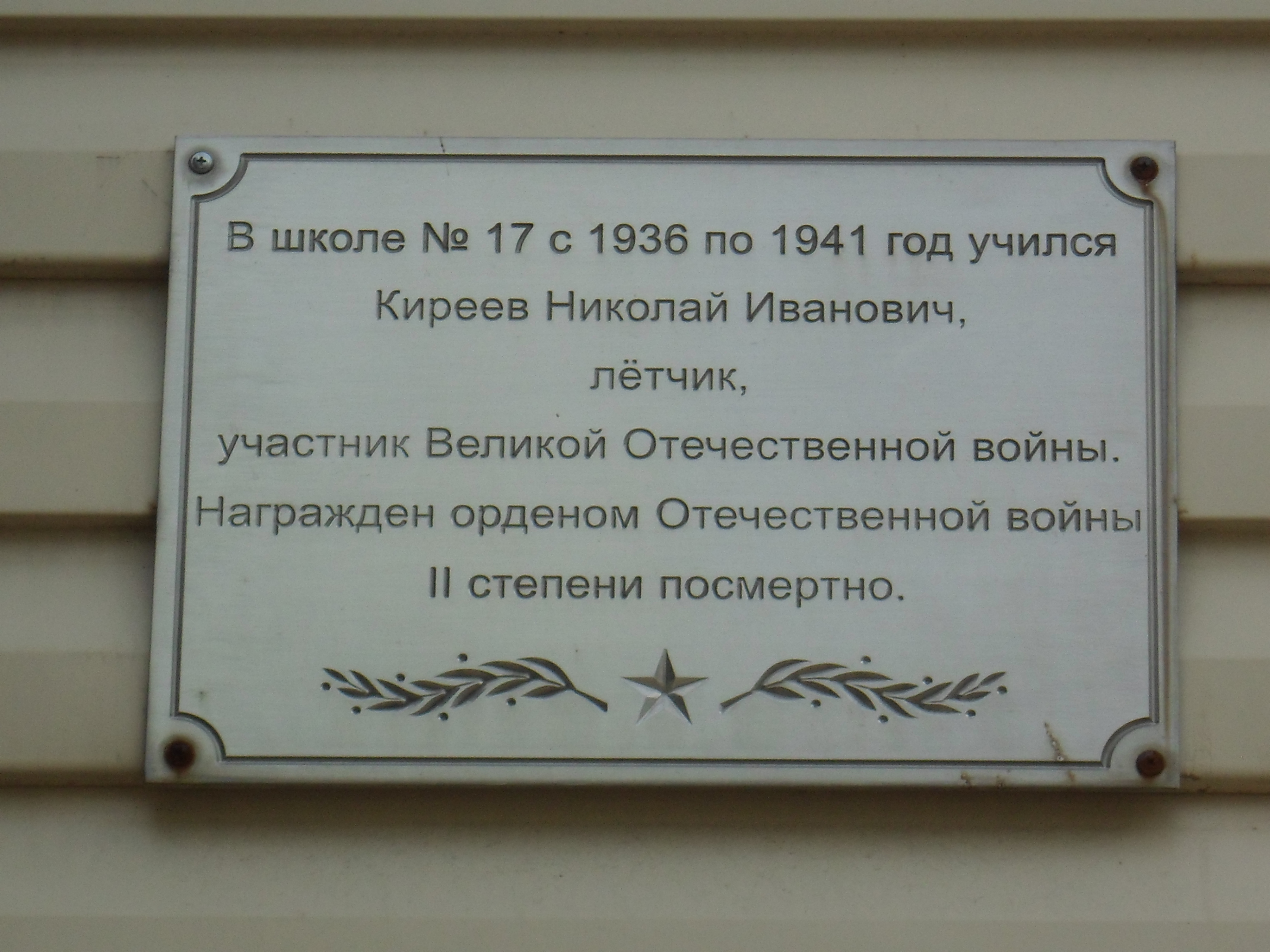
Мемормиальная доска в Оренбурге

Окончил лётное училище и отправился на фронт в 1943 году в звании младшего лейтенанта штурмовой авиации. Проходил службу в 75-м штурмовом гвардейском авиаполку 1-й гвардейской штурмовой авиадивизии.
К лету 1944 года совершил 10 боевых вылетов, в результате которых повреждено 2 танка, 2 батареи зенитной артиллерии, до 20 автомашин, до 8 вагонов, до 15 подвод и уничтожил 60 человек живой силы противника.
Летом 1944 года принимал участие в операции «Багратион»:
24 июня за два боевых вылета, работая над целями на низкой высоте, уничтожил три полевых орудия и пять зенитных орудий.
25 июня успешно атаковал вражеские эшелоны: зайдя на цель на бреющем полёте под интенсивным огнём противника уничтожил прямым попаданием четыре вагона.
26 июня работал на юго-западной окраине города Орша по живой силе противника.
3 июля работая в группе совершил пять заходов на цели, уничтожив две автомашины, до восьми подвод, и до 20 человек живой силы противника.
5 июля 1944 года близ деревни Волма истребитель пилота Н. И. Киреева и воздушного стрелка А. И. Сафонова был подбит противником из зенитного орудия. Младший лейтенант Николай Киреев принял решение направить горящий самолёт в скопление вражеской техники у переправы через реку Свислочь, повторив подвиг Н. Ф. Гастелло. Подвиг Н. И. Киреева, помимо уничтожения десятка танков и автомашин врага, позволил затруднить дальнейшее продвижение немцев через речную переправу и позволил сорвать контрудар врага на важном участке фронта.
Н. И. Киреев и А. И. Сафонов похоронены около дер. Калита (Смолевичский район, Минская область).
Был посмертно представлен к званию Героя Советского Союза, но награждён Орденом Отечественной войны I степени. Других наград не имел.

## Память
Имя Н. И. Киреева носит улица в Минске.
На месте гибели Киреева и Сафонова установлен памятный обелиск. 9 мая на этом месте ежегодно проводятся торжественные мероприятия.